# Waldemar Liemen
Waldemar Liemen (* 13. April 1927 in Bad Salzungen) ist ein ehemaliger Funktionär der SED, der unter anderem zwischen 1976 und 1981 Kandidat und danach von 1981 bis 1989 Mitglied des Zentralkomitees (ZK) der SED war. Er fungierte zudem von 1952 bis 1989 als 1. Sekretär der Betriebsparteiorganisation im VEB Kalibetrieb Werra – Merkers des Volkseigenen Kombinates Kali Sondershausen.

## Leben
Waldemar Liemen war nach einer Berufsausbildung zunächst als Postfacharbeiter und erwarb später einen Meisterbrief. Er wurde 1945 zunächst Mitglied der Kommunistischen Partei Deutschlands (KPD) sowie nach der Zwangsvereinigung von SPD und KPD zur SED am 21./22. April 1946 Mitglied der Sozialistischen Einheitspartei Deutschlands. Er war zunächst Parteisekretär im Kaliwerk „Marx-Engels“ in Unterbreizbach im Bezirk Suhl und wurde 1952 1. Sekretär der Grundorganisation (GO) beziehungsweise der Betriebsparteiorganisation (BPO) im VEB Kalibetrieb Werra – Merkers, der zum 1. Januar 1970 Teil des Volkseigenen Kombinates Kali Sondershausen. In dieser Funktion nahm er an zahlreichen Parteiversammlungen und Veranstaltungen teilgenommen. Er absolvierte ein Studium an der Parteihochschule „Karl Marx“, das er als Diplom-Gesellschaftswissenschaftler abschloss, und war zeitweilig auch Mitglied der SED-Bezirksleitung Suhl. Er war zudem Delegierter des VI. Parteitages der SED (15.–21. Januar 1963) und Delegierter zum VII. Parteitag (17.–22. April 1967).
Auf dem IX. Parteitag der SED (18.–22. Mai 1976) wurde Liemen zunächst zum Kandidaten des Zentralkomitees (ZK) der SED gewählt. Auf dem darauf folgenden X. Parteitag der SED (11.–16. April 1981) erfolgte seine Wahl zum Mitglied des ZK der SED und gehörte diesem Parteigremium nach seiner Wiederwahl auf dem XI. Parteitag der SED (17.–21. April 1986) bis zum 3. Dezember 1989 an, als das ZK auf der 12. Tagung des ZK geschlossen zurücktrat. Als Kandidat und Mitglied des ZK hielt er zahlreiche Diskussionsreden im ZK der SED und anderen Parteiversammlungen.
Im Zuge des 35. Jahrestages der DDR wurde ihm am 2. Oktober 1984 der Karl-Marx-Orden verliehen. Im Februar/ März 1987 fungierte er Liemen als Leiter einer Delegation auf dem 13. Parteitag der Partei der Arbeit der Schweiz (PdAS) und wurde dabei auch vom Generalsekretär der PdAS, Jean Spielmann, empfangen.

## Veröffentlichungen
- Die rote Fahne und das weiße Gold, in: Neues Deutschland vom 10. April 1981 (Onlineversion (Auszug))
- Mit neuen Verfahren geht’s dem Berg zu Leibe, in: Neues Deutschland vom 21. April 1986 (Onlineversion (Auszug))